# 埃文·陶本菲德
埃文·大衛·陶本菲德（英語：Evan David Taubenfeld，1983年6月27日—）是一位美國歌手及作曲家，為加拿大著名歌手艾薇兒最好的朋友，並曾為其主吉他手。埃文陶本菲德的首張專輯，《歡迎您到黑名單俱樂部》，發布於2010年5月18日。

## 早年生活
埃文出生於馬里蘭州巴爾的摩市，其父親馬克和母親阿美，開了一家猶太餐館。他有一個弟弟德魯（生於1984年），和一個妹妹安妮（生於1991年）。陶本菲德有人猶太人血統，後來就讀麥克多諾格學校。自學吉他並且學習彈奏超脫樂團的《Come As You Are》歌曲。曾經加入The Suburbanites樂團担任鼓手2年，後來於14歲時組成Spinfire樂團，擔任主唱兼吉它手，直至2002年解散。
　　

## 音樂生涯
當埃文打算就讀柏克理音樂學院時，他接到Josh Sarubin的電話（Sarubin是Arista唱片的副主席，曾经幫助過Spinfire樂團。），邀請他為他剛剛簽署了的新人加拿大女歌手艾薇兒擔當鼓手或貝司手的候選人，但經過試音之後，決定改為擔任主結他手及和音。埃文於其間亦曾經建立Ditch Ruxton樂團，但只表演过一次就解散。後來參與艾薇兒第二張專輯《酷到骨子裏》的創作及製作歌曲，並為艾薇兒創作單曲《帶我走》、《閉上你的嘴》等。直至2004年9月。他決定重點發展在自己的音樂事業與華納唱片秩約，離開了艾薇兒，並於2005年錄製首張專輯《在這裡簽名......》，原定於2006年發行，但他與華納唱片之間存在一些創造性差異之後雙方最終共同決定暫停該專輯。經過數年時間與John Fields重新製作另一張新專輯《歡迎您到黑名單俱樂部》，並且於2010年推出，期間專輯內的一首單曲《星巴克女孩》因得不到星巴克的支持並被指控侵權，於美國法庭申請禁制發行和宣傳。
埃文也有參與創作艾薇兒的兩張專輯美麗壞東西和再見搖籃曲，並且為艾薇兒參與MTV拍攝。還有參與拍攝電視劇Kaya、Private及擔任音樂總監。2010年年尾於官方網站宣佈與華納唱片解約，並且承諾會自行製作新的專輯。華納唱片將於2011年5月29日於日本為他發行《歡迎您到黑名單俱樂部》實體專輯，除此之外，埃文亦在互聯網上全球發售其專輯。而首張宗發行專輯《在這裡簽名......》亦於2013年起在互聯網上發佈。

## 音樂專輯
- 《歡迎您到黑名單俱樂部》（2010年）

## 電視節目
- Kaya
- Private